# Карлипа
Карлипа (фр. Carlipa) насеље је и општина у јужној Француској у региону Лангдок-Русијон, у департману Од која припада префектури Каркасон.
По подацима из 2011. године у општини је живело 317 становника, а густина насељености је износила 60,27 становника/km². Општина се простире на површини од 5,26 km². Налази се на средњој надморској висини од 214 метара (максималној 238 m, а минималној 141 m).

## Демографија
| 1962. | 1968. | 1975. | 1982. | 1990. | 1999. | 2011. |
| ----- | ----- | ----- | ----- | ----- | ----- | ----- |
| 291   | 302   | 251   | 208   | 216   | 250   | 317   |

График промене броја становника у току последњих година